# Сергиевские листки
«Сергиевские листки» (фр. Feuillets de St-Serge) — издание Братства имени преподобного Сергия Радонежского при Православном богословском институте в Париже — религиозный русскоязычный журнал в Зарубежье, выходивший с 1928 по 1939 годы. Всего вышло 106 номеров журнала. С 1932 года № 4 (54) выходил с подзаголовком: Ежемесячный религиозно-нравственный журнал Братства имени преподобного Сергия Радонежского. 
Материалы, публиковавшиеся в журнале, были рассчитаны на среднего благочестивого русскоговорящего прихожанина, не искушенного в сложных богословских вопросах. Со временем проблематика журнала становилась все более острой и актуальной.

## История
В конце 1927 году учащимися Свято-Сергиевского богословского института в Париже было при институте основано студенческое братство имени преподобного Сергия по примеру Московской духовной академии. По воспоминаниям Л. А. Зандера: «Первоначальною целью Братства было объединение студентов наличных и будущих. Она осложнилась впоследствии задачами миссионерскими». Внешнее служение этого Братства Православной Церкви выражалось в деятельности «по четырем линиям: 1) Издательско-просветительной, 2) Религиозно-педагогической, 3) Больничной (посещение госпиталей) и 4) Богослужебной (панихиды на кладбищах). Издательство Братства возникло из скромной попытки иметь свой маленький печатный листок духовного содержания. Этой инициативой Братство обязано К. П. Струве (скончавшемуся архимандриту Савве) и А. И. Греве (ныне епископ Филадельфийский Никон в САСШ). […] На собранные по подписному листу 600 франков был выпущен к Рождеству 1927 г. первый номер журнала под скромным названием „Сергиевские Листки“. Номер посвящен был русским матерям». Создают студенты и братскую «Библиотеку имени умученного митрополита Вениамина». Начало 1928 года ознаменовано деятельной подготовкой этого нового церковного журнала.
Редакторы отдавали предпочтение элементарности и наглядности — разъяснению православного богослужения, истории Церкви и праздников, рассказам о святых и современных подвижниках. Константин Петрович Струве настолько строг при отборе материала, что отказывается принимать даже статьи собственных преподавателей, в частности В. Н. Ильина, чьи писания представляются
ему отвлеченными и заумными. Такой подход к материалу приносил результат, и «Листки» расходятся невиданными для духовных изданий эмиграции тиражами. А некоторых из отвергнутых авторов редакторы приглашали к ещё более тесному сотрудничеству, и уже 27 декабря 1928 года К. Струве (староста Братства) и Вл. Кульман (секретарь Братства, будущий епископ Мефодий) уведомляют того же В. Н. Ильина, что «Братство имени преп. Сергия Радонежского при Православном Богословском Институте в Париже» радо будет «считать Вас, в случае Вашего согласия, другом-сотрудником нашего Братства».
В журнале печатались тексты известных русских богословов, духовных писателей и ученых: протоиерея Сергея Булгакова, В. М. Дубревского, митрополита Евлогия (Георгиевского), священника А. В. Ельчанинова, протоиерея К. И. Зайц, религиозного философа В. В. Зеньковского, иеромонаха Иоанна (Шаховского), протоиерея А. В. Калашникова, иеромонаха Кассиана (Безoбразова), архимандрита Киприана (Керна), протоиерея Г. А. Спасского, историка Георгия Федотова, священника Г. В. Флоровского, и других.
«Сергиевские листки» выходили нерегулярно, по мере поступления средств: 16 номеров в первый год издания, 10 — в 1929 году, по 12 — в 1930, 1931, 1932, 1933, 1934 и 1935 гг., по 3 — в 1936 и 1937 годы и по одному в 1938 и 1939 годы. С началом второй мировой войны издание было прекращено.